# Фитионешти (Вранча)
Фитионешти (рум. Fitioneşti) насеље је у Румунији у округу Вранча у општини Фитионешти. Oпштина се налази на надморској висини од 305 m.

## Становништво
Према подацима из 2002. године у насељу је живело 2859 становника, од којих су сви румунске националности.

### Хронологија
| Година       | 1992 | 1993 | 1994 | 1995 | 1996 | 1997 | 1998 | 1999 | 2000 | 2001 | 2002 | 2003 | 2004 | 2005 | 2006 | 2007 | 2008 | 2009 | 2010 | 2011 | 2012 | 2013 | 2014 | 2015 | 2016 | 2017 |
| ------------ | ---- | ---- | ---- | ---- | ---- | ---- | ---- | ---- | ---- | ---- | ---- | ---- | ---- | ---- | ---- | ---- | ---- | ---- | ---- | ---- | ---- | ---- | ---- | ---- | ---- | ---- |
| Становништво | 3345 | 3317 | 3259 | 3210 | 3160 | 3129 | 3094 | 3079 | 3049 | 3026 | 2986 | 2977 | 2948 | 2916 | 2896 | 2866 | 2857 | 2842 | 2806 | 2790 | 2757 | 2730 | 2713 | 2693 | 2703 | 2662 |